# Américo Gallego
Américo Rubén Gallego (Morteros, 25 april 1955) is een voormalig Argentijns voetballer en trainer. 
Gallego debuteerde in 1974 als middenvelder bij Newell's Old Boys uit Rosario. In zijn eerste seizoen kwam hij niet veel aan spelen toe, dat jaar werd de club wel kampioen. In 1975 werd hij een vaste waarde. Hij speelde aan de zijde van grote namen als Jorge Valdano, Juan Ramón Rocha en Ricardo Giusti, maar kon verder geen prijs meer pakken met het team. In 1980 maakte hij de overstap naar topclub River Plate om er tot aan het einde van zijn carrière in 1988 te spelen. Met deze club behaalde hij grote successen en was kapitein van het team dat voor het eerst de Copa Libertadores, Copa Interamericana en intercontintale beker won. Enkele bekende ploegmaats van hem waren Mario Kempes, Enzo Francescoli en Nery Pumpido.
Van 1975 tot 1982 speelde hij ook voor het nationale elftal en werd op het WK 1978 in eigen land wereldkampioen. Vier jaar later speelde hij ook nog op het WK en beëindigde hierna zijn carrière als international. 
Na zijn spelerscarrière werd hij trainer. In 1994 trainde hij River Plate en leidde het team naar de titel. Het jaar erop werd hij assistent van bondscoach Daniel Passarella. Hij bleef drie jaar bij de nationale ploeg. In 2000 keerde hij terug naar River Plate en werd er opnieuw kampioen. In 2002 leidde hij ook Independiente naar de titel. In 2003 keerde hij terug naar zijn eerste liefde Newell's Old Boys en werd ook daar kampioen mee. Na José Yudica werd hij de tweede coach die met drie teams kampioen werd van de Argentijnse competitie. 
Door zijn succes werd hij ook gegeerd in het buitenland en hij trok naar het Mexicaanse Toluca, waar hij in 2005 de Apertura mee won. Hierna trainde hij nog verschillende clubs. 
1 Alonso ·
2 Ardiles ·
3 Baley ·
4 Bertoni ·
5 Fillol ·
6 Gallego ·
7 L. Galván ·
8 R. Galván ·
9 Houseman ·
10 Kempes ·
11 Killer ·
12 Larrosa ·
13 La Volpe ·
14 Luque ·
15 Olguín ·
16 Ortiz ·
17 Oviedo ·
18 Pagnanini ·
19 Passarella  ·
20 Tarantini ·
21 Valencia ·
22 Villa ·
Coach: Menotti